# Rene Tesse
Rene Tesse, francoski maršal, * 1651, † 1725.